# Pedro Iturralde
Pedro Iturralde (Falces, 13 luglio 1929 – Madrid, 1º novembre 2020) è stato un sassofonista spagnolo.
Fu compositore e docente di sassofono al "Reale conservatorio superiore di musica" di Madrid.

## Biografia
Nasce a Falces in Navarra nel 1929 ed inizia in tenera età gli studi musicali. Debutta come saxofonista a nove anni.
Si esibisce in Spagna e in tournée all'estero e, al suo ritorno, nel 1964, inizia gli studi accademici al conservatorio di Madrid, dove fissa la sua residenza.
Assieme al suo quartetto, collabora con importanti artisti spagnoli, come Tete Montoliù, ed americani, come Gerry Mulligan, Donald Byrd, e Lee Konitz.
È al W. Jazz Club di Madrid che sperimenta l'unione tra jazz e flamenco. 
Lavora con Paco de Lucía in concerti a Berlino e successivamente si esibisce in Europa, America ed Asia.
Approfondisce i suoi studi di armonia e composizione nel 1972 al  Berklee College of Music di Boston. Insegna saxofono al Reale conservatorio di Madrid dal 1978 fino al pensionamento, nel 1994.
A fianco dell'attività concertistica, realizza svariate incisioni e compone molti brani che sono venuti a far parte del repertorio classico del saxofono.
Sono da ricordare le Czárdás, composte per l'amico Theodore Kerkezos, la Suite Hellénique e la Jazz Suite, per quartetto di saxofoni.
Realizza inoltre l'adattamento di brani altrui, come la Sonatina di José-Fermin Gurbindo per saxofono e pianoforte.